# 陳錦玲

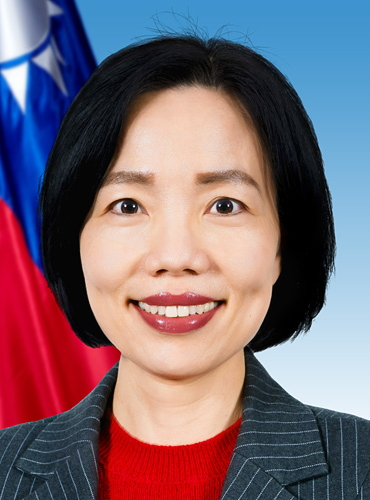
外交部刊登肖像照

陳錦玲，中華民國外交官、政府官員。

## 學歷
- 國立政治大學外交學系學士
- 牛津大学外交官訓練計畫結業
- 淡江大學歐洲研究所碩士
- 哈佛大學甘迺迪政府學院臺灣領袖計畫結業

## 經歷
- 外交部新聞文化司薦任科員（1997年6月—8月）
- 外交部人事處薦任科員（1998年7月—2001年7月）
- 駐檀香山臺北經濟文化辦事處副領事、領事（2001年7月—2006年7月）
- 外交部外交領事人員講習所秘書回部辦事（2006年7月—2007年1月）
- 北美事務協調委員會業務組組長（2007年1月—2009年7月）
- 駐馬來西亞臺北經濟文化辦事處政治組副組長、組長（2009年7月—2015年1月）
- 外交部人事處副參事回部辦事（2015年2月—2017年2月）
- 外交部領事事務局主任秘書（2017年3月—2018年7月）
- 駐越南台北經濟文化辦事處公使銜副代表（2018年7月—2021年6月）[註 1]
- 駐多倫多臺北經濟文化辦事處總領事銜處長（2021年7月—2024年12月）[註 1]
- 外交部秘書處處長（2024年12月—）

## 職業生涯
駐多倫多辦事處長陳錦玲多次以投書當地媒體的形式，對於加拿大公民斯帕弗與前外交官康明凯在中華人民共和國被捕、中華民國參與聯合國、臺灣的自由與民主免受威脅、臺灣與加拿大關係、安大略省在臺北設立辦事處等問題發表看法。
| 中華民國政府職務 | 中華民國政府職務                           | 中華民國政府職務 |
| ---------------- | ------------------------------------------ | ---------------- |
| 前任： 洪振榮    | 中華民國外交部秘書處處長 2024年12月－      | 繼任： '         |
| 前任： 徐詠梅    | 中華民國駐多倫多處長 2021年7月－2024年12月 | 繼任： 梁毅鵬    |